# The Eternal Mother
The Eternal Mother er en amerikansk stumfilm fra 1912 af D. W. Griffith.

## Medvirkende
- Edwin August som John.
- Blanche Sweet som Martha.
- Mabel Normand som Mary.
- Charles Hill Mailes som Mary.
- Kate Bruce.